# Друштво против Срба
Друштво против Срба била је бугарска антисрпска организација основана 1897. године у Солуну у тадашњем Османском царству. Оснивач организације је Дамјан Груев, члан Унутрашње македонске револуционарне организације (ВМРО). Циљ организације је било смакнуће утицајних Срба у османској Македонији, како би се одржала бугарска пропаганда у тој области.
Организација је основана у Солуну 1897. година на иницијативу Дамјана Груева, професора у бугарској гимназији у Солуну. Била је изданак ВМРО. Настала је као резултат напретка српске заједнице у Македонији. Бугарска пропаганда није била у стању да сузбије српски напредак културним средствима, нити шпијунажом. Отварање српских школа у османској Македонији сусретало се са протестима, тучама и нередима које су организовали антисрпски Македонци. Српски учитељи и ученици ових школа су застрашивани и нападани. Организација је отворено позивала на насиље над Србима; у бугарском часопису из Солуна, Народно право, у чланку „Бугарски образовни рад у Македонији” (буг. Блгарското учебното дело в Македониӑ) речено је: „Србе треба огњем и мачем истребити из Македоније” (1897). Организација је спроводила убиства Срба, углавном у Македонији. Жртвама су ножем урезан крст на челу. Прва жртва са урезаним крстом пронађена на улици у Солуну био је професор српске гимназије Илија Пејчиновски. Организација је до 1902. године извршила убиства најмање 43 особе, док је рањено 52, а то су били власници српски школа, учитељи, свештеници Српске православне цркве, као и други значајни Срби у Османском царству. До 1905. године, бугарски агенти су убили више од 500 Срба у Старој Србији и Македонији.